# Station Leigh-on-Sea
Leigh On Sea is een spoorwegstation van National Rail in Southend-On-Sea in Engeland. Het station is eigendom van Network Rail en wordt beheerd door c2c. 